# Stanislas Leibler
Stanislas Leibler (* 1957) ist ein polnischer Physiker und Systembiologe. Er ist Professor an der Cornell University und am Institute for Advanced Study. Leibler gilt als einer der Pioniere der Synthetischen Biologie.

## Leben
Leibler wurde 1957 in Polen geboren. Er studierte in Warschau Physik und an der Universität Paris, wo er 1979 sein Diplom in theoretischer Physik erhielt, 1981 promovierte (Thèse de 3ème cycle) und sich 1984 habilitierte 1984 (Thèse d’Etat). Dabei war er ein Jahr an der École normale supérieure und danach von 1984 bis 1992 im Forschungszentrum in Saclay. 1985 bis 1987 war er Gastwissenschaftler an der Cornell University und 1989 bis 1991 an der École Supérieure de Physique et Chimie Industrielles. 1992 wurde er Professor für Physik an der Princeton University, ab 1993 in der Abteilung Molekularbiologie. 2000/2001 war er neben seiner Professur in Princeton zusätzlich am Howard Hughes Medical Institute und ab 2001 war er Professor an der Rockefeller University (Gladys T. Perkins Professor und Laborleiter). Ab 2003 war er zusätzlich (Tri-Institute Professor) am Sloan-Kettering Institute for Cancer Research und Weil Medical Center der Cornell University. Seit 2009 ist er außerdem am Institute for Advanced Study.
Er befasst sich sowohl theoretisch als auch experimentell mit Systembiologie, das heißt dem Zusammenwirken genetischer und biochemischer Netzwerke auf Zellebene in Lebewesen und dem von Populationen zum Beispiel von Mikroben (oder Verbänden von Neuronen, Evolution von Proteinfamilien) sowie dem daraus entstehenden komplexen, kollektiven Verhalten. Er realisierte mit seiner Gruppe unter anderem einfache genetische Netzwerke in Bakterien, die wie Uhren oder logische Schaltungen funktionieren. Dabei betrachtet er auch inverse Probleme (Rückschluss auf Zusammenwirken bestimmter Komponenten aus statistischen Korrelationen).
Ein Experiment mit Michael Elowitz von 2000 gilt als Schlüsselexperiment der synthetischen Biologie. Sie bauten ein negatives Feedback-System der Genregulation in einen künstlichen Oszillator in E. coli ein (Repressilator), erkenntlich an Farbstoff-Produktion.
1997/98 war er mit einem Humboldt-Forschungspreis am European Molecular Biology Laboratory (EMBO) in Heidelberg. 2009 wurde er Fellow der American Physical Society (APS). 2013 erhielt Leibler die Mendel Medal der Genetics Society, 2015 den Max Delbruck Prize der APS, 2016 wurde er in die National Academy of Sciences gewählt.

## Schriften
- mit M. Elowitz, C. Guet, W. Hsing: Combinatorial synthesis of genetic networks. In: Science, 296, 2002, S. 1466–1470.
- mit Leland Hartwell, John Hopfield, Andrew Murray: From molecular to modular cell biology. In: Nature, 407, 1999, C 47-52, PMID 10591225
- mit N. Barkai: Robustness in simple biochemical networks. In: Nature, 387, 1997, S. 913–917
- mit J. Vilar, H. Y. Kueh, N. Barkai: Mechanisms of noise resistance in gene oscillators. In: Proc. Nat. Acad. USA, 99, 2002, S. 5988–5992